# Scriptoripoda tenorioae
Scriptoripoda tenorioae är en kvalsterart som beskrevs av P. Balogh 1985. Scriptoripoda tenorioae ingår i släktet Scriptoripoda och familjen Oripodidae. Inga underarter finns listade i Catalogue of Life.